# Elecciones parlamentarias de Chile de 1993
Las elecciones parlamentarias de 1993, llevadas a cabo el 11 de diciembre, fueron las segundas elecciones legislativas del nuevo período democrático. La Concertación de Partidos por la Democracia mantuvo su supremacía sobre la Unión por el Progreso de Chile, nombre que adoptó la coalición de derecha tras la derrota en las elecciones de 1989. Esta vez, la derecha unida estaba conformada por el Partido Nacional, el Partido del Sur, la Unión de Centro Centro, y los tradicionales Renovación Nacional y Unión Demócrata Independiente.
Al interior de la Concertación, formada por los partidos Demócrata Cristiano, Socialista, Partido por la Democracia, Radical, Social Democracia y el pequeño Partido Democrático de Izquierda, se destaca el debut electoral (tras el retorno de la democracia) de los socialistas —en 1989 algunos compitieron bajo el apoyo del PPD y otros en la lista Unidad para la Democracia— y el fracaso de las candidaturas radicales, que ve fuertemente reducida su bancada parlamentaria.
Otro partido que reaparece tras la vuelta a la democracia es el Comunista, que participa en las elecciones mediante la lista Alternativa Democrática de Izquierda. Durante gran parte de la década de los noventa, los comunistas permanecerían alejados de cualquier pacto electoral con socialistas y radicales, sus aliados históricos.[cita requerida]
El Partido Alianza Humanista Verde, integrante de la Concertación desde 1988, se había retirado de la coalición de gobierno en 1992 y presentó su propia lista de candidatos a la presidencia y al parlamento.

## Pactos electorales y partidos políticos
| Lista A:                                   |                                       |                                                        |
| Alternativa Democrática de Izquierda       |                                       |                                                        |
|                                            | Partido Comunista                     | ¡Atrévete!                                             |
|                                            | Movimiento de Acción Popular Unitaria | sin eslogan                                            |
| Lista B:                                   |                                       |                                                        |
| Unión por el Progreso de Chile             |                                       |                                                        |
|                                            | Renovación Nacional                   | Una propuesta para el Chile del futuro                 |
|                                            | Unión Demócrata Independiente         | Fuerza creadora                                        |
|                                            | Unión de Centro Centro                | ¡Apoye a la UCC!                                       |
|                                            | Partido Nacional                      | Con la fuerza de la historia, conquistaremos el futuro |
|                                            | Partido del Sur                       | Ven con nosotros, ven con el Sur                       |
| Lista C:                                   |                                       |                                                        |
| La Nueva Izquierda                         |                                       |                                                        |
|                                            | Alianza Humanista Verde               | Vota por los humanistas verdes                         |
|                                            | Movimiento Ecologista                 | Protejamos el futuro                                   |
| Lista D:                                   |                                       |                                                        |
| Concertación de Partidos por la Democracia |                                       |                                                        |
|                                            | Partido Demócrata Cristiano           | Con toda confianza                                     |
|                                            | Partido por la Democracia             | Vota por ti, vota por la democracia                    |
|                                            | Partido Radical                       | Confianza para crecer en paz                           |
|                                            | Partido Socialista                    | Los socialistas, bien por Chile                        |
|                                            | Partido Socialdemocracia              | El PSD es democracia social                            |
| Independientes:                            |                                       |                                                        |
| Candidaturas independientes                |                                       |                                                        |

## Campaña
La franja electoral fue emitida por las canales de televisión desde el 11 de noviembre al 8 de diciembre, y los tiempos destinados a cada partido o candidatura fueron acordados por el Consejo Nacional de Televisión el 6 de septiembre de 1993, quedando distribuidos de la siguiente forma:
| Lista / partido                            | Tiempo |
| ------------------------------------------ | ------ |
| Concertación de Partidos por la Democracia | 10:45  |
| Partido Demócrata Cristiano                | 6:26   |
| Partido por la Democracia                  | 2:50   |
| Partido Socialista de Chile                | 0:15   |
| Partido Socialdemocracia Chilena           | 0:15   |
| Partido Radical de Chile                   | 0:59   |
| La Nueva Izquierda                         | 0:30   |
| Partido Humanista Verde                    | 0:15   |
| Movimiento Ecologista                      | 0:15   |
| Alternativa Democrática de Izquierda       | 0:30   |
| Partido Comunista de Chile                 | 0:15   |
| Movimiento de Acción Popular Unitaria      | 0:15   |
| Unión por el Progreso de Chile             | 8:04   |
| Renovación Nacional                        | 4:31   |
| Unión Demócrata Independiente              | 2:26   |
| Unión de Centro Centro                     | 0:15   |
| Partido Nacional                           | 0:31   |
| Partido del Sur                            | 0:21   |
| Candidatos independientes                  | 0:12   |

En el caso de las candidaturas independientes, el tiempo total se repartió de forma equitativa entre los 6 postulantes, quedando cada uno con 2 segundos de propaganda.

## Elección de laCámara de Diputados

### Resultados
Según el orden en la papeleta electoral:
| Pacto o partido                       | Pacto o partido                            | Sigla                       | Cand.?                      | Votos     | %?      | Dip.?   | %?      | ± %?        | ± D.?       |
| ------------------------------------- | ------------------------------------------ | --------------------------- | --------------------------- | --------- | ------- | ------- | ------- | ----------- | ----------- |
| A                                     | Alternativa Democrática de Izquierda       |                             | 92                          | 430 495   | 6,39 %  | 0       | 0,00 %  |             |             |
|                                       | Partido Comunista                          | PCCh                        | 69                          | 336 034   | 4,99 %  | 0       | 0,00 %  |             |             |
| Movimiento de Acción Popular Unitario | MAPU                                       | 3                           | 6 644                       | 0,10 %    | 0       | 0,00 %  |         |             |             |
| Independientes Lista A                | ILA                                        | 20                          | 87 817                      | 1,30 %    | 0       | 0,00 %  |         |             |             |
| B                                     | Unión por el Progreso de Chile             |                             | 120                         | 2 471 789 | 36,68 % | 50      | 41,67 % | 2,50 %      | +2          |
|                                       | Renovación Nacional                        | RN                          | 41                          | 1 098 852 | 16,31 % | 29      | 24,17 % | -1,97 %     | Sin cambios |
| Unión Demócrata Independiente         | UDI                                        | 29                          | 816 104                     | 12,11 %   | 15      | 12,50 % | 2,29 %  | +4          |             |
| Unión de Centro Centro                | UCC                                        | 24                          | 216 639                     | 3,21 %    | 2       | 1,67 %  |         |             |             |
| Partido del Sur                       | SUR                                        | 1                           | 13 422                      | 0,20 %    | 0       | 0,00 %  | -0,59 % | Sin cambios |             |
| Partido Nacional                      | PN                                         | 1                           | 2688                        | 0,04 %    | 0       | 0,00 %  | -0,75 % | Sin cambios |             |
| Independientes Lista B                | ILB                                        | 24                          | 324 084                     | 4,81 %    | 4       | 3,33 %  | -1,28 % | -4          |             |
| C                                     | La Nueva Izquierda                         |                             | 48                          | 96 195    | 1,43 %  | 0       | 0,00 %  |             |             |
|                                       | Partido Alianza Humanista Verde            | AHV                         | 31                          | 67 733    | 1,01 %  | 0       | 0,00 %  |             |             |
| Movimiento Ecologista                 | ECO                                        | 1                           | 2215                        | 0,03 %    | 0       | 0,00 %  |         |             |             |
| Independientes Lista C                | ILC                                        | 16                          | 26 247                      | 0,39 %    | 0       | 0,00 %  |         |             |             |
| D                                     | Concertación de Partidos por la Democracia |                             | 120                         | 3 733 276 | 55,40 % | 70      | 58,33 % | 3,91 %      | +1          |
|                                       | Partido Demócrata Cristiano                | DC                          | 48                          | 1 827 373 | 27,12 % | 37      | 30,83 % | 1,13 %      | -1          |
| Partido Socialista de Chile           | PS                                         | 28                          | 803 716                     | 11,93 %   | 15      | 12,50 % |         |             |             |
| Partido por la Democracia             | PPD                                        | 25                          | 798 206                     | 11,84 %   | 15      | 12,50 % | 0,39 %  | -1          |             |
| Partido Radical                       | PR                                         | 11                          | 200 837                     | 2,98 %    | 2       | 1,67 %  | -0,86 % | -3          |             |
| Partido Socialdemocracia Chilena      | SDCH                                       | 4                           | 53 377                      | 0,79 %    | 0       | 0,00 %  |         |             |             |
| Independientes Lista D                | ILD                                        | 4                           | 49 764                      | 0,74 %    | 1       | 0,83 %  | -8,38 % | -8          |             |
|                                       | Independientes fuera de pacto              | Ind                         | 4                           | 7104      | 0,11 %  | 0       | 0,00 %  | -1,77 %     | -1          |
| Total de votos válidos                | Total de votos válidos                     | Total de votos válidos      | Total de votos válidos      | 6 738 859 | 91,25 % |         |         |             |             |
| Votos en blanco                       | Votos en blanco                            | Votos en blanco             | Votos en blanco             | 255 482   | 3,46 %  |         |         |             |             |
| Votos nulos                           | Votos nulos                                | Votos nulos                 | Votos nulos                 | 390 675   | 5,29 %  |         |         |             |             |
| Total de sufragios emitidos           | Total de sufragios emitidos                | Total de sufragios emitidos | Total de sufragios emitidos | 7 385 016 | 100 %   |         |         |             |             |

### Listado de diputados 1994-1998
El distrito que presente un color único (de acuerdo a cada coalición) representa el resultado de doblaje distrital por el sistema binominal donde una de las listas obtiene el doble o más votación que la lista que la sigue:
     Doblaje de la Concertación.
     Doblaje de la Unión por el Progreso de Chile.
| Dist. | Diputado                         | Partido | Votos  | %       |
| ----- | -------------------------------- | ------- | ------ | ------- |
| 1[d]  | Salvador Urrutia Cárdenas        | PPD     | 35 928 | 43,04 % |
| 1[d]  | Carlos Valcarce Medina           | RN      | 24 386 | 29,21 % |
| 2[d]  | Jorge Soria Macchiavello         | PPD     | 23 941 | 30,37 % |
| 2[d]  | Ramón Pérez Opazo                | RN      | 28 909 | 36,67 % |
| 3[d]  | Fanny Pollarolo Villa            | Ind-PDI | 34 426 | 42,82 % |
| 3[d]  | Carlos Cantero Ojeda             | RN      | 17 931 | 22,30 % |
| 4[d]  | Felipe Valenzuela Herrera        | PS      | 31 799 | 27,45 % |
| 4[d]  | Rubén Gajardo Chacón             | DC      | 43 761 | 37,78 % |
| 5[d]  | Erick Villegas González          | DC      | 19 090 | 28,94 % |
| 5[d]  | Carlos Vilches Guzmán            | RN      | 13 320 | 20,19 % |
| 6[d]  | Armando Arancibia Calderón       | PS      | 11 345 | 25,95 % |
| 6[d]  | Baldo Prokurica Prokurica        | RN      | 12 125 | 27,74 % |
| 7[d]  | Joaquín Palma Irarrázaval        | DC      | 24 562 | 29,47 % |
| 7[d]  | Eugenio Munizaga Rodríguez       | RN      | 23 007 | 27,61 % |
| 8[d]  | Jorge Pizarro Soto               | DC      | 51 258 | 52,33 % |
| 8[d]  | Francisco Encina Moriamez        | PS      | 13 360 | 13,64 % |
| 9[d]  | Renán Fuentealba Vildósola       | DC      | 15 512 | 24,63 % |
| 9[d]  | Isabel Allende Bussi             | PS      | 21 752 | 34,54 % |
| 10[d] | Ignacio Walker Prieto            | DC      | 46 214 | 34,25 % |
| 10[d] | Alfonso Vargas Lyng              | RN      | 32 840 | 24,34 % |
| 11[d] | Nelson Ávila Contreras           | PPD     | 34 554 | 33,08 % |
| 11[d] | Claudio Rodríguez Cataldo        | RN      | 29 213 | 27,96 % |
| 12[d] | Iván de La Maza Maillet          | DC      | 42 891 | 37,78 % |
| 12[d] | Arturo Longton Guerrero          | RN      | 38 630 | 34,03 % |
| 13[d] | Aldo Cornejo González            | DC      | 64 232 | 41,67 % |
| 13[d] | Francisco Bartolucci Johnston    | UDI     | 45 010 | 29,20 % |
| 14[d] | José Makluf Campos               | DC      | 44 996 | 28,10 % |
| 14[d] | Raúl Urrutia Ávila               | RN      | 47 729 | 29,81 % |
| 15[d] | Samuel Venegas Rubio             | DC      | 30 174 | 39,85 % |
| 15[d] | Evelyn Matthei Fornet            | Ind-RN  | 19 572 | 25,85 % |
| 16[d] | Zarko Luksic Sandoval            | DC      | 38 186 | 30,93 % |
| 16[d] | Patricio Melero Abaroa           | UDI     | 35 881 | 29,06 % |
| 17[d] | Ramón Elizalde Hevia             | DC      | 58 693 | 33,80 % |
| 17[d] | María Antonieta Saa Díaz         | PPD     | 62 190 | 35,82 % |
| 18[d] | Ignacio Balbontín Arteaga        | DC      | 38 719 | 19,79 % |
| 18[d] | Guido Girardi Lavín              | PPD     | 85 537 | 42,69 % |
| 19[d] | Mario Hamuy Berr                 | DC      | 37 748 | 28,59 % |
| 19[d] | Cristián Leay Morán              | UDI     | 32 757 | 24,81 % |
| 20[d] | Carlos Dupré Silva               | DC      | 69 617 | 31,82 % |
| 20[d] | Ángel Fantuzzi Hernández         | RN      | 76 679 | 35,05 % |
| 21[d] | Gutenberg Martínez Ocamina       | DC      | 74 079 | 38,70 % |
| 21[d] | Alberto Espina Otero             | RN      | 82 941 | 43,33 % |
| 22[d] | Jorge Schaulsohn Brodsky         | PPD     | 50 386 | 37,51 % |
| 22[d] | Alberto Cardemil Herrera         | RN      | 35 740 | 26,61 % |
| 23[d] | Carlos Bombal Otaegui            | UDI     | 65 449 | 34,89 % |
| 23[d] | Andrés Allamand Zavala           | RN      | 58 471 | 31,17 % |
| 24[d] | María Angélica Cristi Marfil     | RN      | 54 016 | 39,19 % |
| 24[d] | Tomás Jocelyn-Holt Letelier      | DC      | 43 100 | 31,27 % |
| 25[d] | Andrés Palma Irarrázaval         | DC      | 63 431 | 34,79 % |
| 25[d] | Jaime Orpis Bouchón              | UDI     | 49 538 | 27,17 % |
| 26[d] | Mariana Aylwin Oyarzún           | DC      | 48 309 | 32,91 % |
| 26[d] | Carlos Montes Cisternas          | PS      | 47 919 | 32,64 % |
| 27[d] | Camilo Escalona Medina           | PS      | 62 629 | 33,39 % |
| 27[d] | Iván Moreira Barros              | UDI     | 52 639 | 28,06 % |
| 28[d] | Rodolfo Seguel Molina            | DC      | 46 811 | 25,57 % |
| 28[d] | Darío Paya Mira                  | UDI     | 41 029 | 22,41 % |
| 29[d] | Maximiano Errázuriz Eguiguren    | RN      | 32 271 | 19,69 % |
| 29[d] | Jaime Estévez Valencia           | PS      | 52 706 | 32,16 % |
| 30[d] | Andrés Aylwin Azócar             | DC      | 68 442 | 46,20 % |
| 30[d] | Pablo Longueira Montes           | UDI     | 47 282 | 31,92 % |
| 31[d] | Vicente Sota Barros              | PPD     | 48 858 | 32,59 % |
| 31[d] | Juan Antonio Coloma Correa       | UDI     | 49 076 | 32,73 % |
| 32[d] | Aníbal Pérez Lobos               | PS      | 28 757 | 30,64 % |
| 32[d] | Alejandro García-Huidobro        | UCC     | 24 398 | 26,00 % |
| 33[d] | Juan Pablo Letelier Morel        | PS      | 46 577 | 41,89 % |
| 33[d] | Andrés Chadwick Piñera           | UDI     | 35 361 | 31,80 % |
| 34[d] | Sergio Morales Morales           | PR      | 24 565 | 26,75 % |
| 34[d] | Juan Masferrer Pellizari         | UDI     | 20 126 | 21,92 % |
| 35[d] | Juan Carlos Latorre Carmona      | DC      | 33 338 | 46,05 % |
| 35[d] | José María Hurtado Ruiz-Tagle    | RN      | 13 030 | 18,00 % |
| 36[d] | Roberto León Ramírez             | DC      | 43 484 | 37,60 % |
| 36[d] | Sergio Correa de La Cerda        | UDI     | 35 455 | 30,66 % |
| 37[d] | Sergio Aguiló Melo               | PS      | 38 066 | 44,36 % |
| 37[d] | Homero Gutiérrez Román           | DC      | 17 067 | 19,89 % |
| 38[d] | Romy Rebolledo Leyton            | PPD     | 24 874 | 35,07 % |
| 38[d] | Pedro Álvarez-Salamanca Büchi    | RN      | 15 034 | 21,20 % |
| 39[d] | Jaime Naranjo Ortiz              | PS      | 44 883 | 53,40 % |
| 39[d] | Luis Ferrada Valenzuela          | RN      | 24 974 | 29,72 % |
| 40[d] | Osvaldo Vega Vera                | UDI     | 21 396 | 28,49 % |
| 40[d] | Guillermo Ceroni Fuentes         | PPD     | 17 054 | 22,71 % |
| 41[d] | Isidoro Tohá González            | PS      | 41 206 | 33,27 % |
| 41[d] | Rosauro Martínez Labbé           | Ind-RN  | 46 727 | 37,73 % |
| 42[d] | Hosaín Sabag Castillo            | DC      | 63 600 | 56,35 % |
| 42[d] | Felipe Letelier Norambuena       | PPD     | 21 155 | 18,74 % |
| 43[d] | Jorge Ulloa Aguillón             | UDI     | 33 558 | 27,96 % |
| 43[d] | Víctor Jeame Barrueto            | PPD     | 30 361 | 25,30 % |
| 44[d] | José Miguel Ortiz Novoa          | DC      | 55 622 | 33,29 % |
| 44[d] | José Antonio Viera-Gallo Quesney | PS      | 51 829 | 31,02 % |
| 45[d] | Edmundo Salas de la Fuente       | DC      | 44 680 | 40,95 % |
| 45[d] | Alejandro Navarro Brain          | PS      | 27 328 | 25,05 % |
| 46[d] | Martita Worner Tapia             | PPD     | 39 059 | 41,45 % |
| 46[d] | Jaime Rocha Manrique             | PR      | 17 384 | 18,45 % |
| 47[d] | Octavio Jara Wolff               | PPD     | 54 079 | 38,20 % |
| 47[d] | Víctor Pérez Varela              | UDI     | 32 446 | 22,92 % |
| 48[d] | Edmundo Villouta Concha          | DC      | 21 272 | 29,78 % |
| 48[d] | Francisco Bayo Veloso            | RN      | 14 498 | 20,30 % |
| 49[d] | Miguel Hernández Saffirio        | DC      | 19 518 | 29,74 % |
| 49[d] | José Antonio Galilea Vidaurre    | RN      | 18 773 | 28,60 % |
| 50[d] | Francisco Huenchumilla           | DC      | 55 798 | 42,27 % |
| 50[d] | José García Ruminot              | RN      | 39 505 | 33,47 % |
| 51[d] | Eugenio Tuma Zedán               | PPD     | 20 818 | 31,58 % |
| 51[d] | Teodoro Ribera Neumann           | RN      | 17 800 | 27,00 % |
| 52[d] | Mario Acuña Cisternas            | DC      | 23 013 | 36,44 % |
| 52[d] | René Manuel García García        | RN      | 24 914 | 39,45 % |
| 53[d] | Exequiel Silva Ortiz             | DC      | 27 531 | 32,91 % |
| 53[d] | Juan Enrique Taladriz García     | RN      | 30 060 | 35,93 % |
| 54[d] | José Luis González Rodríguez     | PPD     | 25 305 | 31,10 % |
| 54[d] | Carlos Caminondo Sáez            | RN      | 24 249 | 29,80 % |
| 55[d] | Sergio Ojeda Uribe               | DC      | 27 737 | 35,06 % |
| 55[d] | Marina Prochelle Aguilar         | RN      | 21 005 | 26,55 % |
| 56[d] | Víctor Reyes Alvarado            | DC      | 26 685 | 37,99 % |
| 56[d] | Harry Jurgensen Caesar           | RN      | 18 938 | 26,96 % |
| 57[d] | Sergio Elgueta Barrientos        | DC      | 24 895 | 30,85 % |
| 57[d] | Carlos Ignacio Kuschel Silva     | RN      | 20 287 | 25,14 % |
| 58[d] | Gabriel Ascencio Mansilla        | DC      | 22 172 | 32,56 % |
| 58[d] | Claudio Alvarado Andrade         | Ind-UDI | 15 505 | 22,77 % |
| 59[d] | Héctor Zambrano Opazo            | DC      | 10 230 | 26,95 % |
| 59[d] | Valentín Solís Cabezas           | UCC     | 8318   | 21,91 % |
| 60[d] | Pedro Muñoz Aburto               | PS      | 21 504 | 29,79 % |
| 60[d] | Vicente Karelovic Vrandecic      | Ind-UDI | 17 102 | 23,69 % |

## Elección delSenado
La elección se llevó a cabo en las regiones de Tarapacá, Atacama, Valparaíso, Maule, Araucanía y Aysén del Gral. Carlos Ibáñez del Campo.

### Resultados
Según el orden en la papeleta electoral:
| Pacto o partido                       | Pacto o partido                            | Sigla                       | Cand.?                      | Votos     | %?      | Sen.?   | %?      | ± S.?       |
| ------------------------------------- | ------------------------------------------ | --------------------------- | --------------------------- | --------- | ------- | ------- | ------- | ----------- |
| A                                     | Alternativa Democrática de Izquierda       |                             | 13                          | 81 381    | 4,34 %  | 0       | 0,00 %  |             |
|                                       | Partido Comunista                          | PCCh                        | 10                          | 65 073    | 3,47 %  | 0       | 0,00 %  |             |
| Movimiento de Acción Popular Unitario | MAPU                                       | 1                           | 3030                        | 0,16 %    | 0       | 0,00 %  |         |             |
| Independientes Lista A                | ILA                                        | 2                           | 13 278                      | 0,71 %    | 0       | 0,00 %  |         |             |
| B                                     | Unión por el Progreso de Chile             |                             | 18                          | 699 414   | 37,32 % | 9       | 50,00 % | +1          |
|                                       | Renovación Nacional                        | RN                          | 6                           | 279 580   | 14,92 % | 5       | 27,78 % | +1          |
| Unión Demócrata Independiente         | UDI                                        | 4                           | 190 283                     | 10,15 %   | 2       | 11,11 % | +2      |             |
| Unión de Centro Centro                | UCC                                        | 3                           | 46 455                      | 2,48 %    | 1       | 5,56 %  |         |             |
| Partido del Sur                       | SUR                                        | 1                           | 52 509                      | 2,80 %    | 0       | 0,00 %  |         |             |
| Independientes Lista B                | ILB                                        | 4                           | 130 587                     | 6,97 %    | 1       | 5,56 %  | -3      |             |
| C                                     | La Nueva Izquierda                         |                             | 4                           | 12 268    | 0,66 %  | 0       | 0,00 %  |             |
|                                       | Partido Alianza Humanista Verde            | AHV                         | 3                           | 8528      | 0,46 %  | 0       | 0,00 %  |             |
| Independientes Lista C                | ILC                                        | 1                           | 3740                        | 0,20 %    | 0       | 0,00 %  |         |             |
| D                                     | Concertación de Partidos por la Democracia |                             | 18                          | 1 039 831 | 55,48 % | 9       | 50,00 % | -1          |
|                                       | Partido Demócrata Cristiano                | PDC                         | 6                           | 378 987   | 20,22 % | 4       | 22,22 % | +1          |
| Partido por la Democracia             | PPD                                        | 4                           | 275 727                     | 14,71 %   | 2       | 11,11 % | -2      |             |
| Partido Socialista de Chile           | PS                                         | 4                           | 238 405                     | 12,72 %   | 3       | 16,67 % | +3      |             |
| Partido Radical                       | PR                                         | 3                           | 119 459                     | 6,37 %    | 0       | 0,00 %  | -2      |             |
| Independientes Lista D                | ILD                                        | 1                           | 27 253                      | 1,45 %    | 0       | 0,00 %  | -1      |             |
|                                       | Independientes fuera de pacto              | Ind                         | 2                           | 41 233    | 2,20 %  | 0       | 0,00 %  | Sin cambios |
| Total de votos válidos                | Total de votos válidos                     | Total de votos válidos      | Total de votos válidos      | 1 874 127 | 91,61 % |         |         |             |
| Votos en blanco                       | Votos en blanco                            | Votos en blanco             | Votos en blanco             | 70 745    | 3,46 %  |         |         |             |
| Votos nulos                           | Votos nulos                                | Votos nulos                 | Votos nulos                 | 100 809   | 4,93 %  |         |         |             |
| Total de sufragios emitidos           | Total de sufragios emitidos                | Total de sufragios emitidos | Total de sufragios emitidos | 2 045 681 | 100 %   |         |         |             |

### Listado de senadores 1994-1998
Según la Constitución Política de Chile de 1980, el Senado se renueva por mitades cada cuatro años, correspondiendo este año 1993 la elección de las regiones impares cuyo período se extiende desde 1994 a 2002 (marcados en celdas oscuras). Aquellos senadores en cursiva corresponden a los legisladores que fueron elegidos para el período 1990-1998 en la elecciones anteriores y que mantienen su cargo. La circunscripción que presente un color único (de acuerdo a cada coalición) representa el resultado de doblaje senatorial por el sistema binominal donde una de las listas obtiene el doble o más votación que la lista que la sigue:
     Doblaje de la Concertación.
| Circ.    | Senador                     | Partido | Votos   | %       |
| -------- | --------------------------- | ------- | ------- | ------- |
| I[c]     | Sergio Bitar Chacra         | PPD     | 63 810  | 39,44 % |
| I[c]     | Julio Lagos Cosgrove        | RN      | 41 328  | 25,54 % |
| II[c]    | Carmen Frei Ruiz-Tagle      | DC      |         |         |
| II[c]    | Arturo Alessandri Besa      | Ind-RN  |         |         |
| III[c]   | Ricardo Núñez Muñoz         | PS      | 32 442  | 29,60 % |
| III[c]   | Ignacio Pérez Walker        | RN      | 23 737  | 21,65 % |
| IV[c]    | Ricardo Hormazabal Sánchez  | DC      |         |         |
| IV[c]    | Alberto Cooper Valencia     | RN      |         |         |
| V[c]     | Carlos Ominami Pascual      | PS      | 117 699 | 33,27 % |
| V[c]     | Sergio Romero Pizarro       | RN      | 109 538 | 30,96 % |
| VI[c]    | Juan Hamilton Depassier     | DC      | 116 515 | 29,89 % |
| VI[c]    | Beltrán Urenda Zegers       | UDI     | 117 205 | 30,06 % |
| VII[c]   | Andrés Zaldívar Larraín     | DC      |         |         |
| VII[c]   | Miguel Otero Lathrop        | RN      |         |         |
| VIII[c]  | María Elena Carrera         | PS      |         |         |
| VIII[c]  | Sebastián Piñera Echenique  | Ind-RN  |         |         |
| IX[c]    | Nicolás Díaz Sánchez        | DC      |         |         |
| IX[c]    | Anselmo Sule Candia         | PR      |         |         |
| X[c]     | Jaime Gazmuri Mujica        | PS      | 82 259  | 30,06 % |
| X[c]     | Francisco Javier Errázuriz  | UCC     | 103 567 | 37,85 % |
| XI[c]    | Manuel Matta Aragay         | DC      | 52 824  | 32,91 % |
| XI[c]    | Hernán Larraín Fernández    | UDI     | 41 387  | 25,79 % |
| XII[c]   | Arturo Frei Bolívar         | DC      |         |         |
| XII[c]   | Eugenio Cantuarias Larrondo | UDI     |         |         |
| XIII[c]  | Mariano Ruiz-Esquide Jara   | DC      |         |         |
| XIII[c]  | Mario Ríos Santander        | RN      |         |         |
| XIV[c]   | Roberto Muñoz Barra         | PPD     | 55 757  | 40,30 % |
| XIV[c]   | Francisco Prat Alemparte    | RN      | 38 662  | 27,94 % |
| XV[c]    | Jorge Lavandero Illanes     | DC      | 97 389  | 39,32 % |
| XV[c]    | Sergio Diez Urzúa           | RN      | 58 118  | 23,46 % |
| XVI[c]   | Gabriel Valdés Subercaseaux | DC      |         |         |
| XVI[c]   | Enrique Larre Asenjo        | Ind-RN  |         |         |
| XVII[c]  | Bruno Siebert Held          | Ind-RN  |         |         |
| XVII[c]  | Sergio Páez Verdugo         | DC      |         |         |
| XVIII[c] | Adolfo Zaldívar Larraín     | DC      | 11 480  | 29,53 % |
| XVIII[c] | Antonio Horvath Kiss        | Ind-UDI | 11 544  | 29,69 % |
| XIX[c]   | José Ruiz de Giorgio        | DC      |         |         |
| XIX[c]   | Rolando Calderón Aránguiz   | PS      |         |         |

#### Senadores designados 1990-1998
| Institución                         | Senador                    | Partido |
| ----------------------------------- | -------------------------- | ------- |
| Corte Suprema                       | Ricardo Martin Díaz        | Ind     |
| Corte Suprema                       | Carlos Letelier Bobadilla  | Ind     |
| Ejército                            | Santiago Sinclair Oyaneder | Ind     |
| Armada                              | Ronald Mc-Intyre Mendoza   | Ind     |
| Fuerza Aérea                        | Vacante                    | Ind     |
| Carabineros de Chile                | Vicente Huerta Celis       | Ind     |
| Contraloría General de la República | Olga Feliú Segovia         | Ind     |
| Rectoría Universidad de Chile       | William Thayer Arteaga     | RN      |
| Ministro de Estado                  | Sergio Fernández Fernández | Ind     |